# Andrius Palionis (Politiker, 1988)
Andrius Palionis (* 28. April 1988 in Kaunas) ist ein litauischer liberaler Politiker, Vizebürgermeister der Stadtgemeinde Kaunas.

## Leben
Nach dem Abitur  an der Mittelschule  absolvierte Andrius Palionis von 2006 bis 2010 das Bachelorstudium der Politikwissenschaft an der Vytauto Didžiojo Universitetas und 2014 das Masterstudium des Marketings an der Vilniaus universitetas. Von 2019 bis 2020 war er Mitglied im Aufsichtsrat des Energieunternehmens AB "Kauno energija". Von 2015 bis 2018 arbeitete er als Direktor beim Verein 	Visuomeninė organizacija „Vieningas Kaunas“. 
Seit 2015 ist er  Mitglied im Stadtrat  seit 2018  Vizebürgermeister der Stadtgemeinde Kaunas.
Andrius Palionis ist Mitglied von Visuomeninė organizacija "Vieningas Vilnius" und Vorstandsmitglied von Vieningas Kaunas. Von  2011 bis 2014 war er Vorstandsmitglied des Litauischen Rates der Jugendorganisationen (LiJOT) und von 2012 bis 2014 Vorstandsvorsitzender der International Youth Cooperation Agency (JTBA).

## Familie
Andrius Palionis ist verheiratet. Seine Frau Rūta Palionienė arbeitet bei Kauno technologijos universitetas.